# 東海市立渡内小学校
東海市立渡内小学校（とうかいしりつわたうちしょうがっこう）は、愛知県東海市荒尾町にある公立小学校。

## 概要
- 校区は荒尾町（赤羽根、朝日出、油田、池ノ平子、石根、石根峠、石根山、泉、犬久利、後山（一部）、恵毛、奥山、奥山下、大恵毛、大狭間、奥大狭間、奥曽山、奥油田、鏡山、上小錆、勝山、上平井、唐ノ山、北中ノ山、義呂、狐狭間、木田橋、北遠鐘、見幕、小錆、作山、坂本、笹根、下平井、下平子、下油田、下大脇（一部）、下笹根（一部）、真池、寿鎌、曽山、惣山和田、惣山池、太夫狭間、出口、寺下、寺東、藤左エ門起、遠鐘、藤治山（一部）、中大脇、登立、東犬久利、福田地、仏田、福部（一部）、本郷、細高根、前田（一部） 、馬池、宮田、南奥山、宮裏、向屋敷、山ノ神前、嫁田、若宮）である。公立中学校の進学先は東海市立上野中学校である[1]。
- 荒尾住宅など、校区は昭和40年代に造成された住宅団地となっている。

## 沿革
- 1973年（昭和48年）
  - 4月1日 - 東海市立平洲小学校の校舎内に、東海市立平洲小学校分校を設置する。
  - 9月1日 - 現在地に校舎（現・北校舎）が完成する。平洲小学校分校は移転する。
- 1974年（昭和49年）4月1日 - 平洲小学校分校が独立し、東海市立渡内小学校として開校する。
- 1975年（昭和50年） - 校舎（現・南校舎）、体育館が完成する。

## 交通アクセス
- らんらんバス北ルート「渡内」バス停より徒歩約3分。
- 名鉄常滑線聚楽園駅下車、徒歩約22分。

## 周辺施設
- 東海市立上野中学校
- 東海市立平洲中学校
- 東海市立明倫小学校
- 東海市立平洲小学校
- 東海市立渡内保育園
- カゴメ上野工場
- アピタ東海荒尾店
- マックスバリュ東海荒尾店
- バロー名和店
- MEGAドン・キホーテ東海名和店
- 聚楽園公園
- 名鉄常滑線聚楽園駅
- 伊勢湾岸自動車道大府IC